# 岩崎家
岩崎家（いわさきけ）は、日本の氏族で三菱財閥の創業者一族。創始者・岩崎弥太郎とその弟で2代目当主の岩崎弥之助の2家系からなる。

## 岩崎家の起源

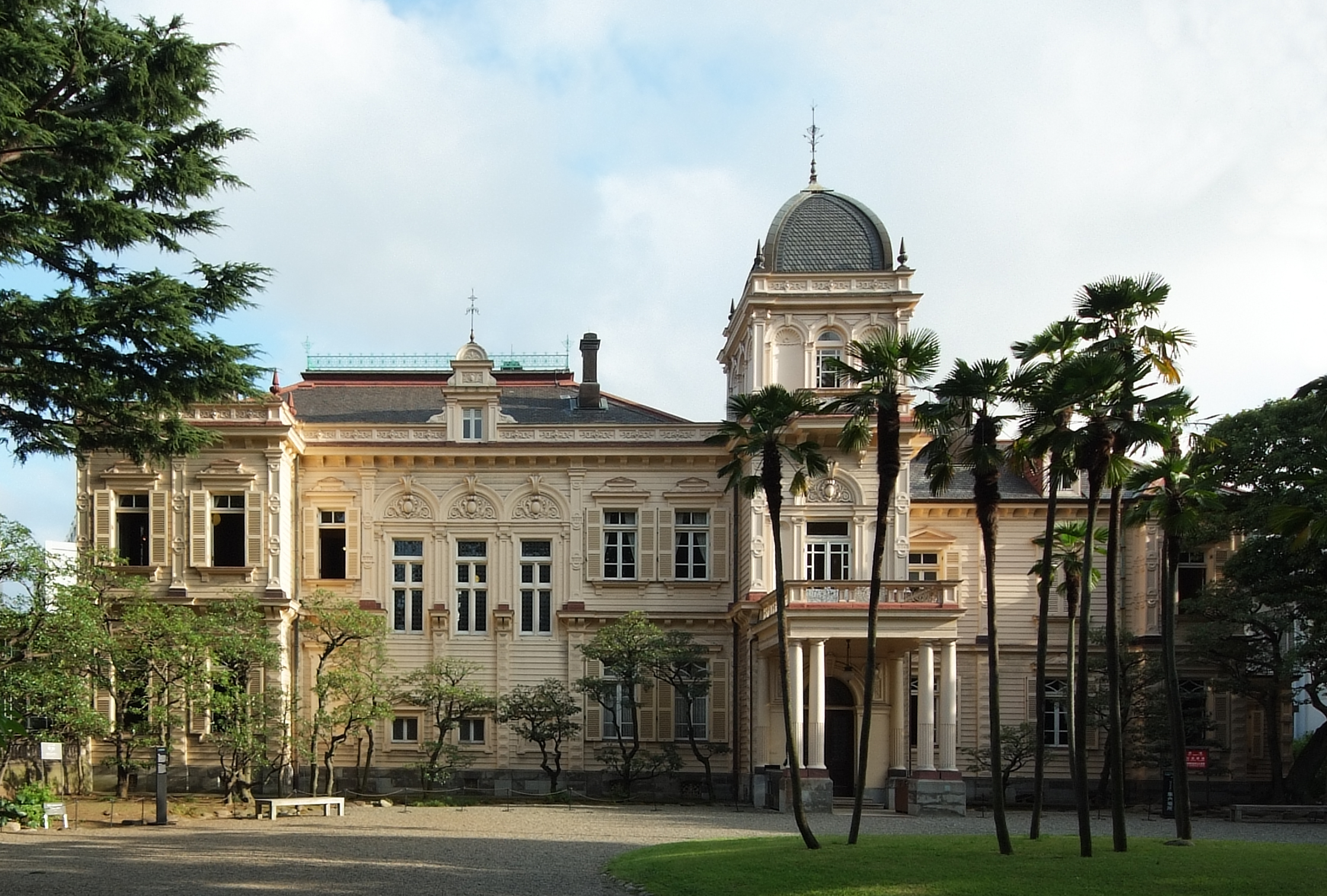
旧岩崎邸

岩崎家は、俗に三井、住友とともに三大財閥家系であるが、三井、住友が300年以上の歴史を持つ御用商人なのに対して、三菱は、岩崎弥太郎が幕末・明治の動乱期に政商として、一代で巨万の利益を得、その後に繋がる礎を築いたという違いがある。
弥太郎は天保5年、土佐国（現・高知県安芸市）の地下浪人（半農半士）・岩崎弥次郎とその妻・美和の長男として生まれた。地下浪人とは、郷士の株を売って居ついた浪人のことである。曾祖父弥次右衛門の代に郷士の株を売ったといわれている。弥太郎が生まれた時代には、相次ぐ飢饉と一揆の影響を受け没落していた。岩崎家は甲斐武田家の当主武田信光の五男の一宮信隆（武田七郎）の子の岩崎貞隆（五郎貞経）が甲斐国山梨東郡（東八代郡）岩崎（現・山梨県甲州市勝沼町）を本拠に岩崎氏を称したことからはじまるというが、実際は、四国の土豪である山祇族の流れを汲む久米ないし三好との同流だったとする説がある。岩崎家が土佐に移った時期は不詳だが、当地では安芸氏、長宗我部氏、次いで山内氏に仕えた。弥太郎の上には姉・はつ、下には妹・さき、弟・弥之助がいる。本名は敏（のちに寛）というが、一生を通称の弥太郎で通した。母美和の実家が医師の家だったことから、幼少の頃から学問的環境に恵まれ、土佐藩随一の学者・吉田東洋の知遇を得、その門下生である後藤象二郎らとの交際を経て、坂本龍馬率いる海援隊での経理を担当し、出世の糸口となった。
三菱グループのシンボル「スリーダイヤ」は、岩崎家の家紋である「三階菱」をバラした3つの菱型を土佐藩主山内氏の家紋「丸に土佐柏」の柏葉と置き換えたものである。

## 三菱財閥における岩崎家
三菱財閥の本社たる三菱社（三菱合資会社、三菱本社）の社長の地位は、弥太郎→弥之助→久弥→小弥太と、兄弟家の長子系男子が交互に就いていた（久弥の長男・彦弥太も、一旦は小弥太に代わる三菱本社社長就任が内定していた）。このように、弥太郎、弥之助の兄弟家系で世襲し、同族で発展したことから、「独裁政治」と言われる。ちなみに三井は「番頭政治」、住友は「法治主義」と言われている。
岩崎家の同族主義が強かった三菱財閥に対し、有能な人材を多く配したことから三井財閥は、「人の三井」、住友家長・住友吉左衛門を財閥の象徴として、総理事を筆頭に傘下企業社長が実務を執り行った住友財閥は、「結束の住友」と言われている。これに対して、岩崎両家当主が常に実権社長としてリーダーシップを維持し、本社役員や傘下企業社長がその下に結集し、一丸となって事に当たるという特徴から、三菱財閥は、「組織の三菱」と言われている。

## 岩崎家の親族・姻戚関係

### 岩崎弥太郎家
弥太郎は喜勢夫人（高芝玄馬の次女）との間に長女・春路、長男・久弥、次女・磯路の1男2女をもうけ、さらに郷純造（実業家・郷誠之助の父）の四男・昌作を養子とした。昌作は岩崎家の養子となると同時に豊弥と改名し、後に分家した。豊弥の姉・幸子は2代目川崎八右衛門に嫁いでおり、郷家を通じて三菱財閥と東京川崎財閥は姻戚関係となった。豊弥の妻・武子は旧大和国郡山藩主・柳沢保申の三女で、豊弥・武子夫妻の長女は長く昭和天皇の侍従長を務め、エッセイストとしても知られる入江相政（藤原北家の支流御子左家の流れを汲む入江為守子爵の三男）に嫁いだ。入江の姉は高木正得子爵に嫁いだが、その次女・百合子が三笠宮崇仁親王と結婚して三笠宮妃となったので、岩崎家は入江家・高木家を通じて皇室とつながった。郷純造の異母妹の息子に帯広市議会議長を務めた中島武市がいるが、武市の孫娘がシンガーソングライターの中島みゆきなので、みゆきは岩崎豊弥の従弟の孫ということになる。
春路はのちに内閣総理大臣となる加藤高明に嫁ぎ2男1女をもうけた。長女は岡部長景に嫁ぎ、長男は早世、次男・加藤厚太郎は東明火災海上保険（現・日新火災海上保険）の取締役を務めた。加藤厚太郎の義兄弟には九州朝日放送（テレビ朝日系列局）の会長を務めた團伊能（團琢磨の子）、セイコーホールディングス創業者・服部金太郎の長男・服部玄三、旧公爵の佐佐木行忠（佐佐木高行の孫）らがおり、團伊能や佐佐木行忠の係累から佐佐木高行・團琢磨・團伊玖磨・鳩山一郎・鳩山秀夫・鳩山威一郎・鳩山由紀夫・鳩山邦夫・美濃部達吉・美濃部亮吉・石井光次郎・石井公一郎・菊池大麓などがそれぞれ登場する。
磯路はのちに京都府知事となる木内重四郎に嫁ぎ3男2女をもうけた。そのうち次男は経済評論家の木内信胤である。また次女の夫は渋沢栄一の孫で、第一銀行副頭取・日本銀行総裁・大蔵大臣を歴任し、民俗学者でもあった渋沢敬三である。なお木内重四郎・磯路夫妻の長男・良胤とその長男、すなわち重四郎の孫で岩崎弥太郎の曾孫にあたる昭胤はともに外交官で、元衆議院議員・木内孝胤は昭胤の次男で、岩崎弥太郎の玄孫にあたる。
この他に弥太郎は6人の妾との間に6人の子供をもうけている。庶子のうち弥太郎の四女にあたる雅子は外務大臣・内閣総理大臣・衆議院議長を歴任した幣原喜重郎（幣原外交方針は欧米も評価。米TIME表紙を飾る初の日本政治家）と結婚した。喜重郎の兄は東洋史学者の幣原坦で、坦の孫が天体力学者で文化功労者の古在由秀（群馬県立ぐんま天文台名誉台長、東京大学・国立天文台・総合研究大学院大学名誉教授）である。また、喜重郎・雅子夫妻の次男は野村財閥の野村元五郎（初代野村徳七の子・2代徳七の弟。財閥解体時の野村合名会社代表社員）の娘と結婚した。同じく庶子で弥太郎の三男にあたる康弥は慶應義塾医学所の初代校長を務めた医師・松山棟庵の四女・としと結婚した。康弥の次女・喜代子は工作王と呼ばれた武田恭作の次男と結婚した。地球科学者で熊本大学の教授を務めた岩崎泰頴は康弥・とし夫妻の嫡孫で、弥太郎の曾孫にあたる。また、泰頴と同じく地球科学者で京都大学名誉教授の鎮西清高は泰頴の妹を娶っており、鎮西は康弥の孫娘、すなわち弥太郎の曾孫と結婚したといえる。なお康弥・とし夫妻の三女・和歌子は市川毛織（現・イチカワ）の専務を務めた杉本甫に嫁ぎ、四女・寿々子は日本電子計算の社長を務めた勝田正之に嫁いだ。児童文学作家の勝田紫津子は勝田正之・寿々子夫妻の長女であり、康弥の孫娘すなわち弥太郎の曾孫にあたる。
弥太郎の長男で三菱財閥三代目総帥となった岩崎久弥は寧子夫人（旧上総国飯野藩主・保科正益の長女）との間に長男・彦弥太（元三菱地所取締役）、次男・隆弥（元三菱製紙会長）、三男・恒弥（元東京海上火災保険常務）、長女・沢田美喜（エリザベス・サンダースホームの創立者）ら3男3女をもうけた。寧子の実家・保科家の係累には戦後の三菱グループを代表する経営者である田実渉や牧田與一郎らがいる。なお、隆弥の長女と三女は船舶工学者・元良誠三と三菱商事の社長を務めた槙原稔（元経団連副会長、ダボス会議共同議長）にそれぞれ嫁いでおり、恒弥の妻は海軍中将・清河純一の長女である。また、長女・美喜の夫は元国連大使の澤田廉三で、その次男澤田久雄は歌手の安田祥子の夫、すなわち由紀さおりの義兄となる。
久弥の次女・澄子は甘露寺受長の弟・方房に、久弥の三女・綾子は福澤諭吉の孫・堅次に嫁いでいるが、甘露寺受長と保科正昭（正益の三男で岩崎久弥の義弟）はともに北白川宮能久親王の王女と結婚しているため、岩崎家は甘露寺家及び保科家を通じて旧皇族の北白川宮家と二重の姻戚関係にあるといえる。また福澤堅次・綾子夫妻の長男・雄吉は山武ハネウェル（現・アズビル）の社長・会長を歴任した山口利彦の長女と結婚しているが、山口の妻の甥すなわち雄吉の妻の従兄に作家の藤島泰輔がいる。藤島の妻はメリー喜多川で、ジャニーズ事務所創業者・ジャニー喜多川の姉にあたり、岩崎家は山口家・藤島家を通してジャニーズ事務所の創業家である喜多川家と縁戚関係になった。藤島家の係累には下河辺孫一や下河辺の外孫で元フリッパーズ・ギターの小沢健二、小沢の父方の叔父で指揮者の小澤征爾らがいる。
三菱財閥五代目総帥の岩崎彦弥太は佐竹東家（旧出羽国秋田藩主佐竹氏の分家）当主・佐竹義準男爵の次女にあたる操子夫人との間に、財閥解体がなければ三菱財閥七代目総帥となるべき長男・岩崎寛弥ら1男3女をもうけた。寛弥は元三菱銀行取締役で、2008年7月23日に78歳で没するまで小岩井農牧の親会社・東山農事の社長を務めていた。建築家の国広ジョージは彦弥太の長女の長男であり、彦弥太の孫にあたる。また彦弥太の次女は三菱商事取締役・日本農産工業専務を歴任した山村泰弘に嫁いだ。山村は元慶應義塾大学野球部の選手で未だに記録が破られてない東京六大学野球での22試合連続試合安打を残している。彦弥太の三女は元博報堂取締役の高島孝之に嫁いだが、高島家は三菱鉛筆（企業自体は三菱グループとは一切の資本・人的関係がない）と縁の深い一族である近藤家（後述する近藤廉平の一族とは無関係）や数原家、さらにその外戚である増岡家や大昭和製紙の創業家・斉藤家と繋がっている（このことについては別に1節を立てて後述）。麒麟麦酒執行役員の高島義彦は孝之の長男で彦弥太の孫にあたる。なお高島孝之の父方の祖父は心理学者の高島平三郎である。寛弥の妻は清水建設の前身・清水組の副社長を務めた清水俊雄の孫
なお、操子の兄・佐竹義利は三菱重工業を経て東洋製作所（三菱重工業とニチレイの合弁で設立。後に三菱重工業の完全子会社となる）社長に就いたが、義利の妻・厚は天文学者・平山信の三女である。平山家は坪井家（学者一族）、正田家（日清製粉グループのオーナー一族）、川上家（元東京電気保全社長家）と姻戚関係にあり、岩崎家 - 佐竹家 - 平山家は坪井家を通じて箕作家（日本最大の学者一族）と、川上家を通じて中曽根家（政治家一族）と、正田家を通じて皇室と繋がっているといえる。また、前述のように岩崎家は入江家および高木家を通じて現皇族の三笠宮家と姻戚関係にある上、甘露寺家及び保科家を通じて旧皇族の北白川宮家と二重の姻戚関係にあるので、岩崎家と皇室は四重に結ばれているといえる。
また、操子の姉（義準の長女）・高子は泉高勅に嫁いだが、泉は三井十一家の一つ「伊皿子家」の7代目当主・三井高寛の次男であり、ここで、三菱と三井という二大企業集団の創業家が姻戚関係で結ばれた事になる。
また岩崎家は佐竹家を通じて岩崎豊弥の実家・郷家とも姻戚関係で結ばれている。岩崎彦弥太の義父・佐竹義準は肥前国平戸藩第12代藩主・松浦詮の四男として生まれ佐竹東家の養嗣子となったが、松浦詮の三男、すなわち佐竹義準の三兄・稲葉正縄（山城国淀藩12代目藩主・稲葉正邦の養嗣子）の三女・英子が豊弥の末弟・郷朔雄（純造の九男で朔雄の次兄・誠之助の養嗣子となる）に嫁いでいる。すなわち彦弥太の妻と豊弥の弟の妻が従姉妹同士という関係であり、岩崎家と郷家は二重の姻戚関係にあるといえる。

### 岩崎弥之助家
三菱財閥二代目総帥となりのち日本銀行総裁にもなった岩崎弥之助は早苗夫人（明治の元勲・後藤象二郎の長女）との間に長男・小弥太、次男・俊弥（AGC）創業者）、三男・輝弥（日本における鉄道ファンのパイオニア）ら3男1女をもうけた。長女・繁子は松方正義の次男で外交官の松方正作に嫁いでいる。また後藤の四女・延子（弥之助夫人の妹）は長與專齋の長男・長與稱吉に嫁いでおり、弥之助と長與稱吉は義兄弟の関係にある。稱吉の次女・仲子は犬養毅の三男犬養健に嫁ぎ、犬養の長男・犬養康彦の義弟（康彦の妻の妹の夫）が日清製粉グループ相談役の正田修（明仁上皇の義弟）であるため、岩崎弥之助家は後藤家・長與家・犬養家・大原家・正田家を通して皇室の縁戚となった。犬養健の外腹の子である安藤和津（安藤の母・荻野昌子は芸者出身）は俳優の奥田瑛二に嫁ぎ、安藤・奥田夫妻の次女・安藤サクラは柄本明の長男柄本佑に嫁いだ。また柄本の次男・柄本時生は女優・タレントの入来茉里と結婚したため、岩崎家は後藤家・長與家・犬養家・荻野家・安藤家・柄本家を通して入来家の縁戚となった。
弥之助の長男で三菱財閥四代目総帥となった岩崎小弥太は島津久光（旧薩摩国鹿児島藩（薩摩藩）藩主・島津斉彬の弟）の孫・孝子を嫁に取るが、子宝に恵まれなかったため、弟・俊弥の次女・淑子を養女に迎え、さらに元外務大臣・林董の孫で三菱モンサント化成の社長を務めた忠雄を婿養子に迎えた。また三菱自動車工業常務の岩崎寿男は俊弥家の婿養子である。キャピタリストの岩崎俊男は寿男の長男で、俊弥の孫にあたる。林董の係累には広幡忠朝・色部義太夫・佐藤泰然・緒方洪庵・福沢諭吉・箕作麟祥・長岡半太郎などがおり、半太郎の次男で三菱系の光学機器メーカー・ニコンの6代目社長である長岡正男も箕作家・三沢家（麟祥の先妻で半太郎の義母の実家）・佐藤家・林家を通じて岩崎家と縁戚関係にある三菱グループの経営者であるといえる。また箕作家は坪井家・平山家・佐竹東家を通じて岩崎弥太郎家に繋がり三沢家・佐藤家・林家を通じて岩崎弥之助家に繋がるため学者家系の代表的な一族である箕作家と実業家家系の代表的な一族である岩崎家が二重の縁戚関係で結ばれているといえる。
弥之助の三男・輝弥は櫻井房記（造船学者・櫻井省三、化学者・櫻井錠二の長兄）の次女・須美と結婚し2男2女をもうけた。輝弥・須美夫妻の長男・毅太郎は内科医学者・坂口康蔵の三女・八重子と結婚しており、輝弥・須美夫妻の次男・英二郎（ドイツ語学者、慶應義塾大学名誉教授）は北原白秋の長女・篁子と結婚している。英二郎・篁子夫妻の長男・透は一時期岩崎弥太郎家4代目当主で子供がいない岩崎寛弥の養嗣子となったが、岩崎家の財産等をめぐって意見が対立したことにより寛弥が没する前に養子縁組を解消した。透は三菱商事勤務を経てブラジル東山農場株式会社取締役社長をつとめている。篁子の実家・北原家の係累には画家の山本鼎（白秋の妹の夫）や同じく画家の村山槐多（山本の従弟）、女優・司会者の黒柳徹子（徹子の母・黒柳朝が村山の又従妹にあたる）らがいる。また、輝弥・須美夫妻の長女・妙子は第13代岸和田藩主・岡部長職の八男で侍従を務めた岡部長章に嫁いでいるが、長章の長兄・長景（長職の長男）は加藤高明・春路夫妻の長女と結婚しているため、岸和田藩主家の岡部家は岩崎弥太郎家・岩崎弥之助家の双方と姻戚関係にあるといえる。文筆家・歴史学者の岡部牧夫（本名・岡部長興）は岡部長章・妙子夫妻の長男で輝弥・須美夫妻の孫にあたる。

### 吉村家・藤岡家・豊川家
岩崎弥太郎の2人の姉妹の嫁ぎ先及び従弟の豊川良平（父は弥太郎の母・美和の兄）の家も三菱開業当時は一門として同じ家計をなしていた。その後それぞれ別家として独立していったが、三菱系企業の要職を占める者を輩出していった。吉村家は弥太郎の姉・はつが嫁いだ家、藤岡家は弥太郎の妹・さきが嫁いだ家、豊川家は岩崎弥太郎・弥之助兄弟の従弟・豊川良平（財界の重鎮、元三菱銀行頭取、貴族院議員）の家である。

#### 吉村家
はつとその夫・吉村直茂（元土佐藩郷士）の子・可成は三菱社の社員となった。可成は従弟・藤岡正信（藤岡正敏・さき夫妻の長男）の長女・ツルジを養女として迎えたが、東海銀行頭取や中央信託会長を歴任した渡辺義郎に嫁いだため義郎・ツルジ夫妻の三男・清三郎が可成の養子となり吉村家を継いだ。その後義郎・ツルジ夫妻の六男・進が吉村家の養子となり実兄・清三郎の跡を継いだ。

#### 藤岡家
さきとその夫・藤岡正敏（元土佐藩士・土佐稲荷神社初代名代人）の間には2男4女がおり、長男は三菱鉱山の鉱山長を務めた藤岡正信、次男は三菱倉庫の前身・東京倉庫の副支配人を務めた藤岡歓次である。娘4人のうち次女は早世したが長女・田鶴は荘田平五郎（福澤諭吉の愛弟子、麒麟麦酒を創業、三菱の最高幹部）に嫁ぎ、三女・直子は志村源太郎（元日本勧業銀行総裁、貴族院議員）に嫁ぎ、四女・繁尾は各務鎌吉（元東京海上会長、貴族院議員、国際商業会議所創設日本代表、日本経済人として初めて米雑誌TIMEの表紙になる）に嫁いだ。元三菱重工取締役の荘田達弥は荘田平五郎・田鶴夫妻の長男で、三菱重工業常務・新三菱重工業副社長・日本航空機製造社長等を歴任した荘田泰蔵は四男、元三菱重工取締役の各務孝平は五男で叔母・各務繁尾とその夫・鎌吉の養子となる。各務鎌吉・繁尾夫妻には一人娘光子もおり澤田退蔵（元富士紡績専務・大山ハム創業者。長兄は元外語大学長澤田節蔵。次兄は元国連大使澤田廉三でその夫人は澤田美喜）に嫁ぐ。。また志村源太郎の弟は渡辺義郎で妻はツルジ（藤岡正信の長女で、吉村可成の養女）。

#### 豊川家
豊川家は元来小野姓であり小野春弥が豊川良平と改名したことにより豊川家が誕生し創業より三菱を助けた。良平の妹・従子は近藤廉平（元日本郵船社長、男爵）に嫁いだが、近藤廉平・従子夫妻の長女・栄は大久保利通の子大久保利武侯爵の妻、三女・貴子は上杉憲章伯爵（旧米沢藩14代当主）の後妻、次男・廉治は樺山愛輔の長女・泰子と結婚した。樺山愛輔の次女・正子は終戦連絡中央事務局次長や貿易庁長官などを歴任した白洲次郎に嫁いだため、岩崎家は豊川家・近藤家（岩崎彦弥太の三女の夫の祖父である近藤賢二の一族とは無関係）・樺山家を通じて白洲家とも縁続きとなった。また良平の長男は初の国産車を開発した豊川順弥であり、次男・二郎は兄・順彌の事業を手伝い、三男・良幸は各務幸一郎（各務鎌吉の兄、明治生命・日窒元取締役、早稲田大学各務記念材料研究所）の養子となりアルプス登山世界初ルート（現カガミルート）を開拓し、五男・斎は斎藤実（元海軍大将、内閣総理大臣、子爵）の養子となった。

### 岩崎家と三菱鉛筆関係者との間の親族・姻戚関係
旧三菱財閥の流れを汲む企業集団・三菱グループと三菱鉛筆の関係については、2019年7月現在、三菱グループの三菱UFJ銀行が三菱鉛筆の19位（1014772株、比率1.57パーセント）の株主である。
しかし、岩崎家は高島家を通じて元三菱鉛筆社長家である近藤家と、さらに高島家と姻戚関係にある増岡家を通じて現在三菱鉛筆のオーナーとなっている数原家と、以下のような姻戚関係はある。
岩崎彦弥太の三女・美智子は日本カーボンや東洋麻糸紡績（トスコの前身）、眞崎大和鉛筆（三菱鉛筆の前身）等の社長を務めた近藤賢二の孫にあたる高島孝之と結婚した。その姪・美砂子（高島孝之の兄・信之の次女）は鉄鋼ビルディング取締役・増岡隆一（元増岡組社長・増岡重昂の長男）と結婚したが、増岡隆一の従姉・真理子（政治家・増岡博之の次女）が三菱鉛筆社長・数原英一郎に嫁いでいる。

## 財閥解体と岩崎家
1947年3月14日、内閣総理大臣は持株会社整理委員会の上申に基づき、岩崎家の11名をいわゆる「財閥家族」に指定した。対象は弥太郎家からは久弥、彦弥太、隆弥、恒弥、康弥、勝太郎（豊弥の長男）、弥之助家からは孝子（小弥太の妻）、輝弥、八穂（俊弥の妻）、忠雄、淑子（俊弥の次女で小弥太の養女、忠雄の妻）である。
持株会社整理委員会の集計では、指定時点で11人が保有する有価証券の総額は1億7730万7000円に達し、彦弥太、隆弥、恒弥の3兄弟は傘下企業など8社から12社の役員に就任していた。

## 岩崎家とブラジル
三菱グループの事業ではなく、岩崎家固有の事業として1927年にブラジルサンパウロ州カンピーナス市郊外に岩崎久弥が3,700haの土地を購入、東山農場（ポルトガル語ではFazenda Monte D’este）が創設された。「東山（とうざん）」は岩崎弥太郎の雅名である。
この東山農場は今でも岩崎家が運営、コーヒーの栽培や「東麒麟」と呼ばれる日本酒の製造を手がけている。2008年に日本ブラジル移民を描いたNHK放送80周年記念ドラマ 『ハルとナツ 届かなかった手紙』の撮影現場でもあり、その施設は今は観光の一環として保存されている。
現社長は岩崎英二郎の長男・透。